# ベンジャミン・トンプソン

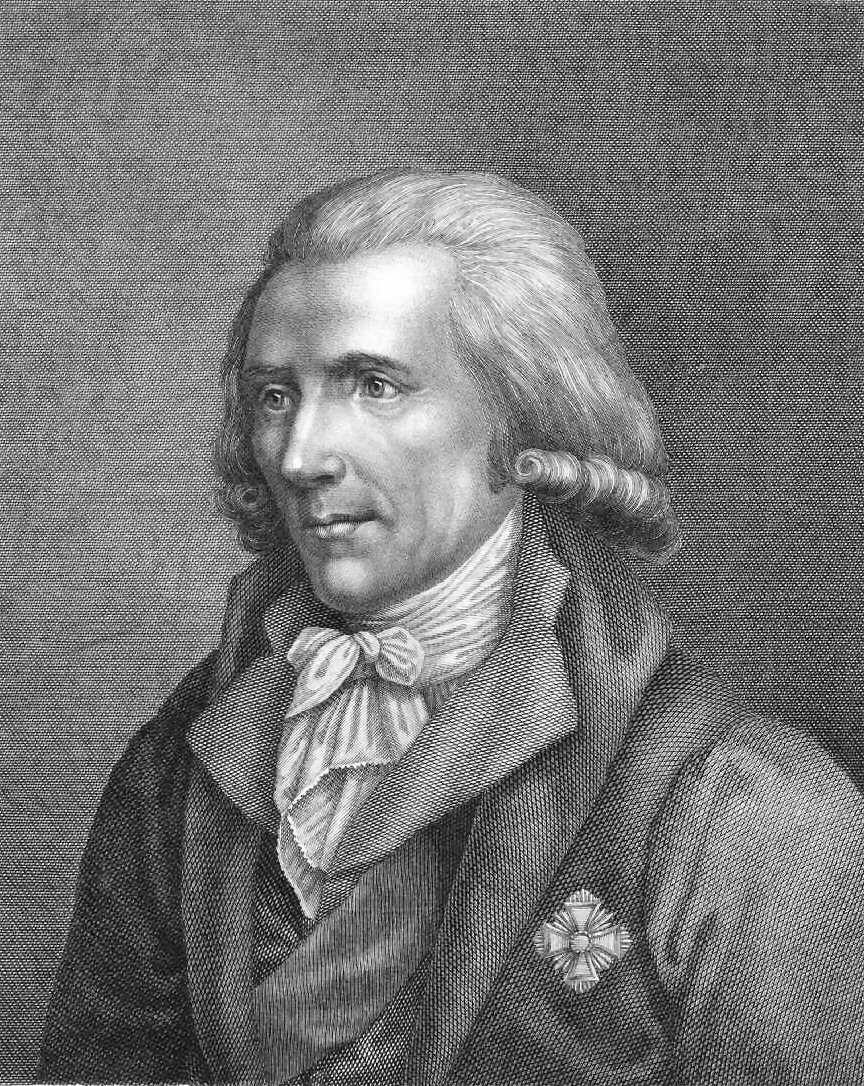
ベンジャミン・トンプソン

ランフォード伯ベンジャミン・トンプソン（英: Sir Benjamin Thompson, Count Rumford、称号のドイツ語表記: Reichsgraf von Rumford、1753年3月26日 - 1814年8月21日）は、英領植民地マサチューセッツ生まれの科学者である。大砲の砲身の中をえぐる工程で大量に発生し続ける摩擦熱がカロリック説（熱素説）では説明しきれないことを示し、カロリック説を否定して熱力学に先駆的な業績をあげたことで知られる。

## 生涯
現在のマサチューセッツ州ウーバンで生まれる。セイラムの貿易商に奉公した。1772年にコンコード（旧称ランフォード）在住で14歳年上の裕福な未亡人サラ・ロルフと出会い、ポーツマスで結婚した。妻と植民地の総督との関係からニューハンプシャー軍の士官に任命された。
アメリカ独立戦争が始まると、王党派に立ち独立派と戦おうとしたため、独立派に自宅を襲われた。妻子を見捨てて、イギリス側に逃亡したが、独立軍の情報を持っていたので歓迎され、イギリス軍のゲイジ将軍やジャーメイン卿の助言者となった。
イギリス軍のために働いた間に火薬の爆発力の実験を行い、その結果を1781年の王立協会のフィロソフィカル・トランザクションズに発表して、高い評判を得た。1779年に王立協会フェローに選出され、戦争が終わってロンドンに移る時には、科学者として高い評判を得ていた。
その後ドイツに移り、11年間ミュンヘンで過ごし、バイエルン選帝侯カール・テオドールのために軍制の改革と貧民のための社会事業に働いた。この時代に、エングリッシャーガルテンを作っている。トンプソンの熱力学の業績はミュンヘン時代に達成された。1791年には神聖ローマ帝国からランフォード伯の称号を得た。
以後はロンドンやパリに住み、1796年、4年前に母を亡くしていた娘を郷里から呼び寄せている。1804年にはアントワーヌ・ラヴォアジエの未亡人マリー＝アンヌ・ピエレット・ポールズと結婚するがすぐに離婚した。
先妻との娘サラ・トンプソンはバイエルンより爵位継承と年金支給を許され、コンコードに居住して慈善活動を行った。合衆国に在住した最初の女伯爵としても知られる。

## 熱力学の実験
火薬と爆発の実験の経験は熱に対する興味を深めた。最も大きな業績である摩擦熱の観察は1798年のAn Experimental Enquiry Concerning the Source of the Heat which is Excited by Frictionで示され、熱を運動で説明した。その他に固体の比熱を測定する方法を開発したが、これはスウェーデンのJohan Wilckeがすでに開発した方法であった。次に毛皮や羊毛、羽毛のような材料の断熱性を研究し、これらの素材が空気の対流を阻害することが断熱に有効であることを示したが、空気や気体が完全に熱伝導しないとしたという点では間違った理解をした。

## 調理への関心
トンプソンは調理に関する問題に科学的に取り組んだ優秀な科学者の一人である。トンプソンは「アップルパイの中身がなぜ食べたら火傷するほど熱くなるのか」という疑問を、多くの実験を重ねて探求した。また、最小限の出費で最大限の栄養をつけるスープを開発することが、世界の飢餓を解決するために必要であると気づいた。トンプソンが考案した精白玉麦とエンドウ豆のスープは、ランフォードスープの名で知られている。
トンプソンは、当時のイギリスで使われていた炊事用のかまどの燃料効率の悪さや排煙に関する工夫のなさに愕然とし、使用する開口部以外閉じることのできる扉と、排気管を備えた閉鎖式のコンロ(en)を考案した。トンプソンのコンロはミュンヘンの救貧施設に設置され、その威力を証明したが、オーブン調理と直火による炙り焼き(ロースト)を厳格に区別する西洋文化ではトンプソンのかまどはオーブンとみなされたため、ローストを重要視して好むイギリスの世間の目に触れることはなかった。

## その他の功績
1799年にトンプソンはジョゼフ・バンクスとともに王立研究所を設立し、ハンフリー・デービーを化学の教授に選んだ。
王立協会とアメリカ芸術科学アカデミーに寄付を行いランフォード・メダルとランフォード賞が設けられた。